# Virginie Demont-Breton
Virginie Demont-Breton, född 1859, död 1935, var en fransk målare. 
Hon var ordförande för Union des Femmes Peintres et Sculpteures mellan 1895 och 1901.